# Locomotora de vapor con engranajes

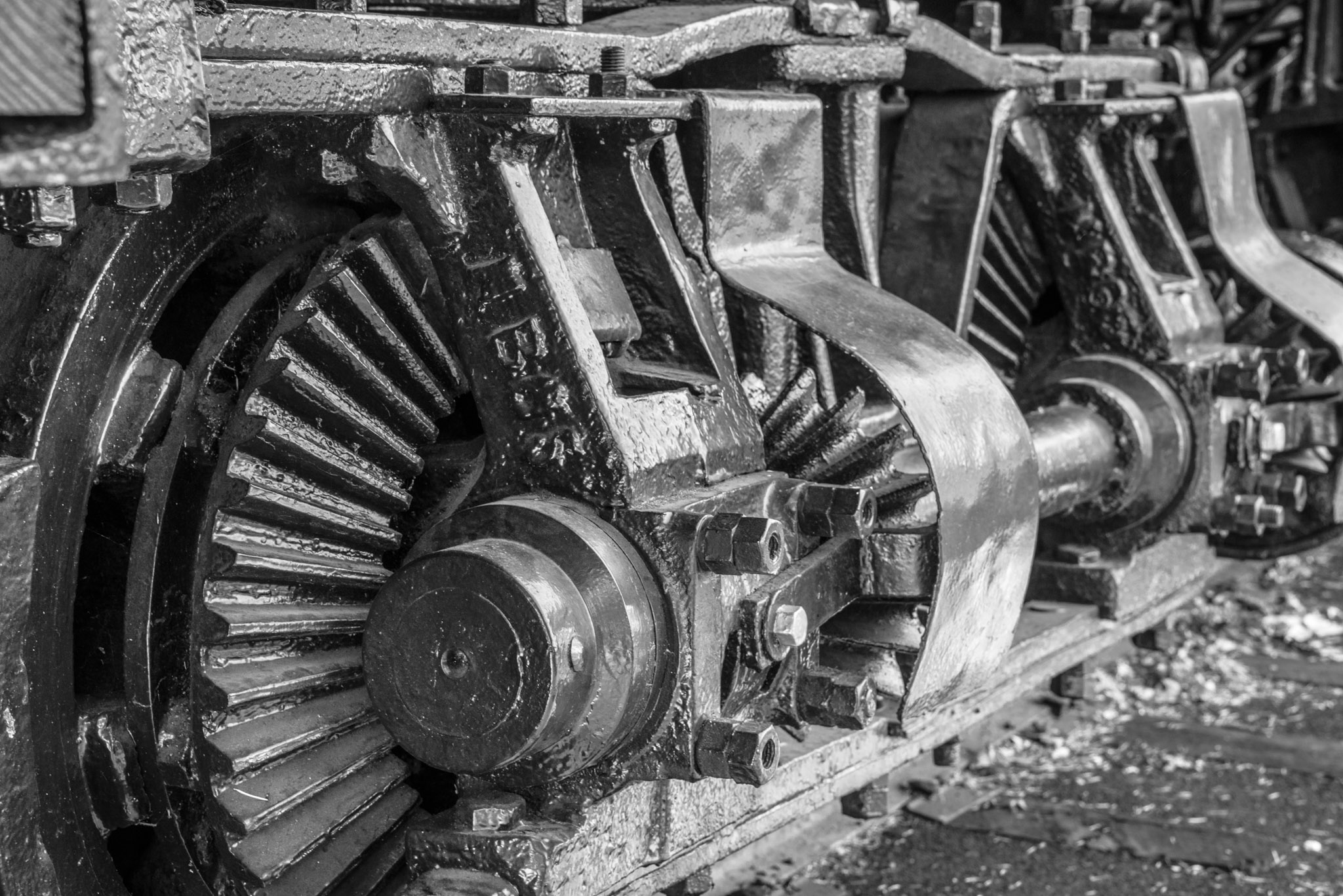
Rueda de una locomotora de vapor con engranajes. Un eje (a la derecha de la foto) transmite potencia a un engranaje cónico (parcialmente visible debajo de una carcasa), que transfiere potencia a la rueda (locomotora Shay)

Una locomotora de vapor con engranajes es un tipo de locomotora de vapor que se caracteriza por utilizar un tren motriz con engranajes (generalmente reductores), en contraposición al diseño común de accionamiento directo mediante un mecanismo de biela-manivela. 
Este engranaje es parte de la maquinaria dentro de la locomotora y no debe ser confundido con el piñón que impulsa un ferrocarril de cremallera utilizando un riel dentado central (situado entre los carriles de rodadura). Las locomotoras de vapor con engranajes se valían para impulsarse únicamente de la adherencia entre las ruedas y los carriles. 

## Origen
La locomotora de vapor, como se emplea comúnmente, tiene sus pistones directamente unidos a las bielas, que a su vez se conectan con las ruedas motrices; por lo tanto, no hay engranajes de transmisión, y cada vuelta de las ruedas motrices es equivalente a una vuelta de la manivela y, por lo tanto, a dos carreras de expansión (las locomotoras de vapor son universalmente de acción doble, a diferencia del más familiar motor de combustión interna). 
La velocidad de rotación máxima queda predeterminada para cada tecnología de motor. Cuando no se dispone de una caja de cambios de relación variable entre un motor de pistón y las ruedas, el diseñador se ve obligado a adoptar una solución de compromiso entre el par motor y la velocidad máxima que se desean obtener. En las máquinas de vapor clásicas, esta relación queda determinada por el radio de las ruedas motrices. El radio de la manivela fijada a la rueda es, por supuesto, menor que el de la rueda; pero su diámetro coincide con la longitud de la carrera del pistón, que no puede ser demasiado larga, ya que la locomotora no podría generar suficiente vapor para alimentar cilindros de gran volumen a altas velocidades. Pero tampoco puede ser demasiado corta, dado que el par de arranque disponible y, por lo tanto, el esfuerzo de tracción, se reducirían hasta el punto de que la locomotora no podría ponerse en marcha arrastrando un tren. 
Muchas aplicaciones industriales requieren una locomotora de baja velocidad, pero con una gran capacidad de esfuerzo de tracción de arranque. Estas industrias abarcan desde operaciones mineras y de canteras hasta operaciones forestales y de tala. Las líneas de pendiente pronunciada, especialmente cuando se usan vías temporales de construcción barata y no adecuadas para circular a altas velocidades, también favorecerá el uso de una locomotora con un alto esfuerzo de tracción. Aunque el equilibrio entre velocidad y par se puede ajustar a favor del par y del esfuerzo de tracción al reducir el tamaño de las ruedas motrices, existe un límite práctico por debajo del cual la carrera del pistón es demasiado corta para una locomotora de tracción directa. 
La solución es separar la manivela de las ruedas, en primer lugar permitiendo una carrera de pistón y un radio de manivela razonables sin requerir ruedas motrices más grandes de lo deseado, y en segundo lugar, permitiendo la reducción de la velocidad de rotación a través de un engranaje. Tal locomotora es una locomotora con engranajes. La mayoría eran y siguen siendo de una sola velocidad, pero algunos modelos emplearon una caja de cambios de relación variable y relaciones múltiples.

## Tipos de locomotoras con engranajes
La gran mayoría de las locomotoras con engranajes en el mundo se construyeron con alguno de los tres diseños que se hicieron más comunes, ya fuera bajo licencia, o copias construidas después del vencimiento de las patentes clave. De estos tres tipos, la locomotora Shay fue la más numerosa y mejor conocida. La abrumadora mayoría operaban en América del Norte, pero con numerosas unidades en uso en varias partes de América del Sur y unas pocas máquinas en Australia y Nueva Zelanda, incluidos los tipos desarrollados localmente. 
Estas no fueron las primeras locomotoras en utilizar la transmisión por engranajes. La locomotora Coalbookdale de Richard Trevithick utilizaba una gran rueda dentada en lugar de las bielas de acoplamiento laterales para unir el cigüeñal a los ejes motrices, con una relación de engranaje neta de 1:1. Las primeras locomotoras Grasshopper (1832), Crab (1837) y Mud Digger (1842) construidas para el Ferrocarril de Baltimore y Ohio usaban relaciones de transmisión del orden de 2:1, de modo que cada giro del cigüeñal producía aproximadamente dos vueltas de los ejes motrices. Esto permitió el uso de ruedas motrices relativamente pequeñas sin sacrificar la velocidad.

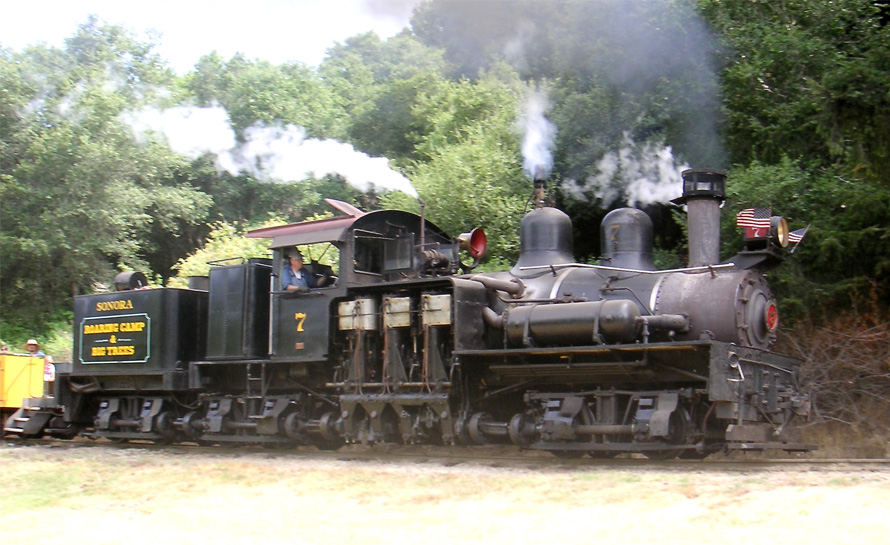
Shay Clase C (tres bogies tractores)

### La locomotora Shay
La locomotora Shay presenta una caldera lateral con un motor de múltiples cilindros fijado en el lado opuesto, impulsando un eje longitudinal engranado a los ejes de las ruedas a través de engranajes cónicos (véase también Ephraim Shay). 

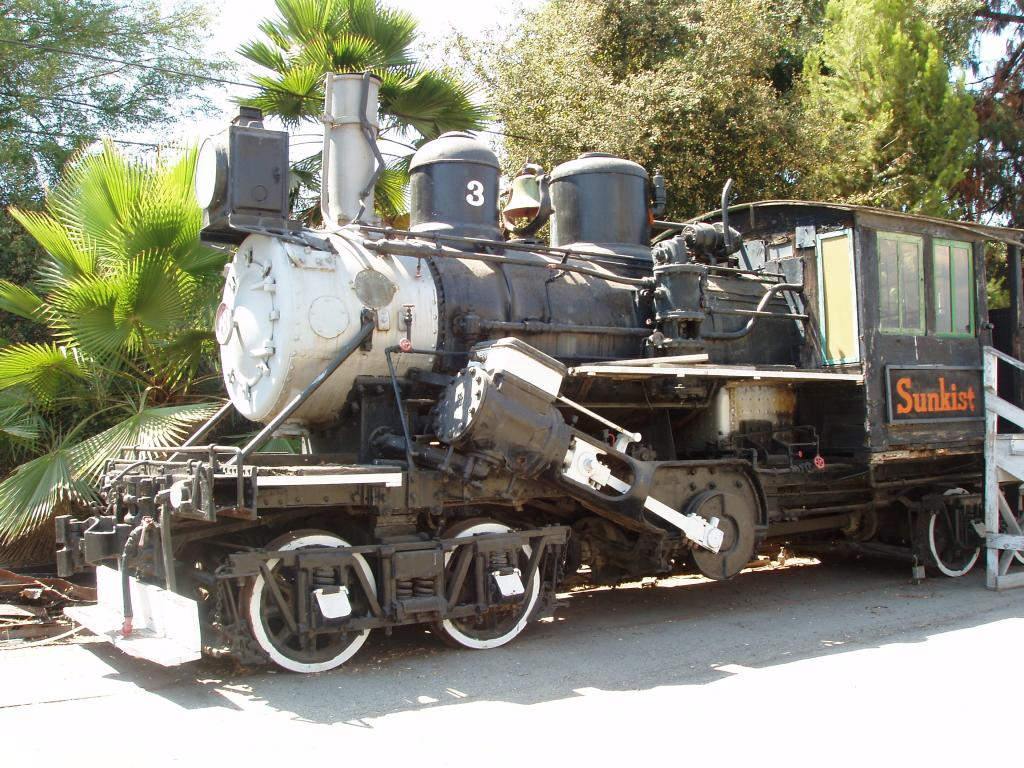
Locomotora Climax Clase B

### La locomotora Climax
La locomotora Climax Clase B tiene dos cilindros inclinados que impulsan un cigüeñal transversal, orientado a un eje de transmisión longitudinal colocado centralmente en la locomotora y que impulsa los bogies tractores mediante un engranaje interno. 
También hubo un modelo Climax Clase A anterior, con una máquina de vapor de tipo marino montada verticalmente, que utilizaba una línea de transmisión similar, a través de una caja de cambios de dos velocidades. 

### La locomotora Heisler

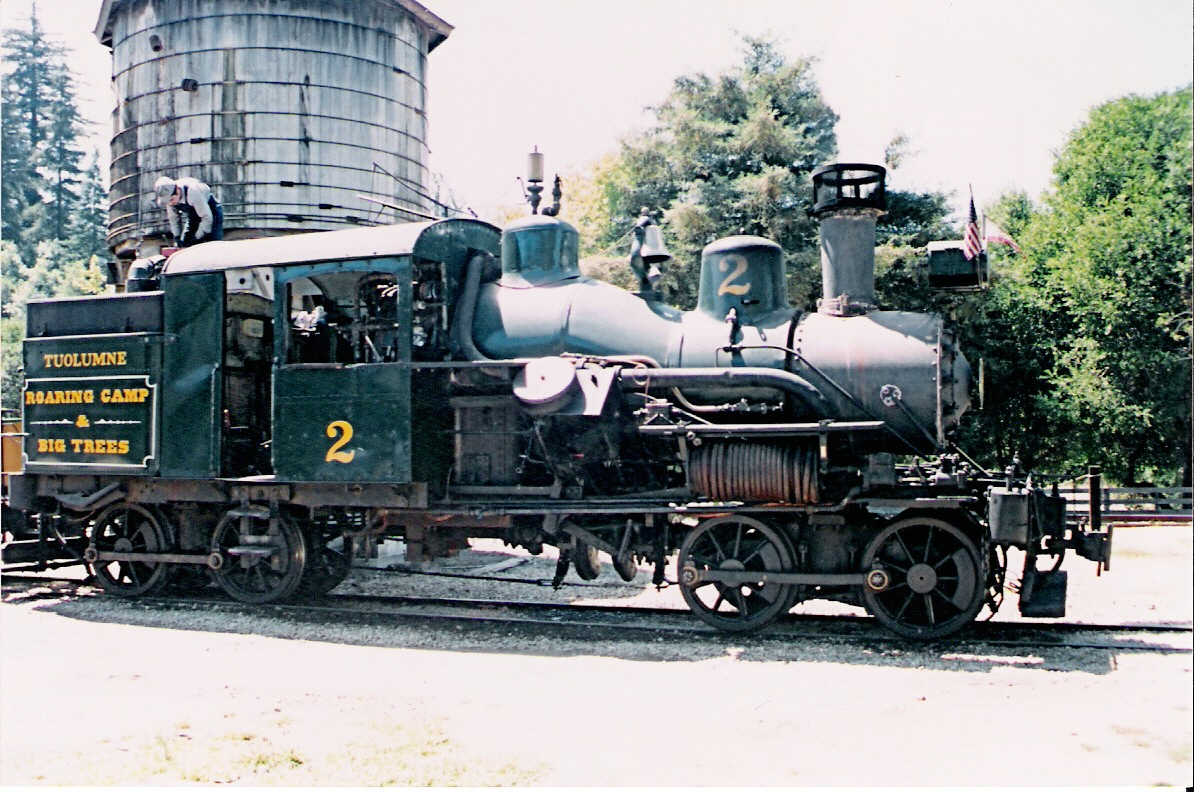
Una locomotora Heisler. Obsérvese la ubicación del cilindro

La locomotora Heisler utiliza una máquina de vapor con "dos cilindros en V" (uno a cada lado de la caldera), fijados a un eje de transmisión longitudinal ubicado en el centro, conectado a las ruedas mediante engranajes. 

### Otros tipos
Además de los tres diseños principales mencionados, hubo otros diseños y copias: 
- La compañía Sentinel Waggon Works construyó numerosas locomotoras de maniobras con engranajes de varios diseños, principalmente con calderas verticales de tubos de agua y motores de válvula de mariposa cerrados y de alta velocidad. Estas calderas de alta presión, combinadas con engranajes de alta reducción, proporcionaban un alto par a bajas velocidades.[2]
- La locomotora Willamette fue una copia mejorada de la locomotora Shay producida en número limitado por Willamette Iron & Steel (conocida por sus "burros de vapor") después de que expiraron las patentes clave. Los madereros de la costa oeste clamaban por mejoras en algunis detalles del diseño y por la aplicación de tecnologías más modernas a la locomotora con engranajes. Lima (fabricante de Shay), amparada por sus patentes, nunca hizo demasiado caso. La Willamette fue la respuesta a estas solicitudes.
- A & G Price Ltd de Thames, Nueva Zelanda, construyó una serie de locomotoras con engranajes, a menudo variantes de cosecha propia de los tipos Climax A, Climax B o Heisler. Sin embargo, produjeron un tipo que se conoce como el "vehículo de 16 ruedas" (0-4-4-4-4-0) que también fue producido por otro fabricante de Nueva Zelanda, Johnson Brothers de Invercargill. La última máquina de vapor de Price fue una locomotora Heisler, fabricada 3 años después de la construcción de la última Heisler estadounidense.
- Aveling y Porter construyeron algunas locomotoras con engranajes que eran, esencialmente, locotractores con ruedas con pestañas. Los primeros modelos usaban transmisión por cadena y piñón, pero las versiones posteriores utilizaban engranajes rectos.
- Avonside Engine Company produjo una pequeña cantidad de locomotoras de vapor con engranajes de vía estrecha para las plantaciones de caña de azúcar en Natal. Eran de diseño similare a las Heisler.
- La locomotora Kitson-Still utilizaba los distintos extremos de los mismos cilindros para la propulsión a vapor o diésel. La manivela estaba por encima del cuadro y un tren de engranajes de reducción fijo la conectaba al eje central.
- Las locomotoras de "cafetera", equipadas con calderas verticales, a menudo contaban con engranajes, aunque las fabricadas por De Winton no.

## Máquinas preservadas
Con la disminución del uso de la tracción a vapor, el uso comercial de locomotoras con engranajes se ha reducido de manera similar. 
Algunas locomotoras de vapor con engranajes todavía están funcionando en las plantaciones de azúcar de Indonesia, y sin duda también en otros lugares, pero en la mayoría de los países ya solo se pueden ver en líneas turísticas, instituciones dedicadas a su conservación y museos. La ventaja particular en las plantaciones de caña de azúcar es la posibilidad de usar el residuo sólido seco de prensar la caña (el bagazo) como combustible de bajo costo, siempre que haya mano de obra técnica barata disponible para mantener las locomotoras. 

### Australia
- Ferrocarril Puffing Billy en Victoria, Australia: 
  - Clase B Climax 1694. Comprada por la Comisión de Bosques de Victoria en 1928 para transportar troncos en el tranvía de madera Tyers Valley que se bifurcaba del Ferrocarril Moe-Walhalla al este de Melbourne. Después de desmantelar la locomotora a principios de la década de 1950, fue almacenada (abandonada) en el sitio de State Sawmill en Erica hasta que fue transferida al museo de Puffing Billy para su exhibición estática en 1965. Restaurada a vapor por el Ferrocarril Puffing Billy en la década de 1980, se le realizó una revisión importante y volvió a estar en servicio el domingo 8 de septiembre de 2013.[3]
  - Locomotora Shay construida en Lima procedente del Ferrocarril Ali-shan en Taiwán, aunque aún no ha sido restaurada.

### Canadá
- El Museo de Ciencia y Tecnología de Canadá en Ottawa, Ontario, tiene una locomotora Shay de clase B de 50 toneladas operativa, que funciona los domingos y miércoles de julio y agosto.

- El Centro Forestal Discovery en Duncan, Columbia Británica, posee las Shay-Lima número 2475 (en exhibición) y 3147 (fuera de servicio pendiente de trabajo en la caldera), y las Climax números 1057 (en exhibición) y 1359 (operativa).

### Indonesia
Amplia variedad de tipos aún en uso en ingenios azucareros. La mayoría son locomotoras de larga distancia entre ejes 0-10-0 que utilizan una técnica de articulación que incorpora una transmisión por engranajes a los ejes más externos, siendo el par interno de transmisión directa.

### Nueva Zelanda
- Shantytown, costa oeste: 
  - Heisler, no.1494 (sin restaurar)
  - Climax, no. 1203 (fuera de servicio pendiente de revisión)
- Línea de Pukemiro, Pukemiro: 
  - Heisler, no. 1063 (solo partes. Unidad de motor y 2 bogies)
  - Heisler, no. 108 (en espera de revisión)
  - Climax, no.1650 (en restauración 2014)
  - Price Cb 117 (copia Climax Clase A, restaurada, y operativa)
  - Price E 111 (copia Climax Clase B, bajo restauración estática 2014)
- "Escena de Vapor", Christchurch: 
  - Price V 148 (copia de una Heisler, operativa)

"Te Awamutu", Climax, no. 1317 (bajo restauración estática 2014) 
- "Ferrymead Heritage Park", Christchurch: 
  - Heisler, no 1450 (sin restaurar)
  - Price Cb 113 (copia Climax Clase A, restaurada)

### Reino Unido
Se han conservado unas 30 Sentinel y algunas Aveling & Porter. A continuación se muestran algunos ejemplos: 
- Centro Ferroviario de Buckinghamshire : 
  - Dos Aveling & Porter
  - Dos Sentinel
- Ferrocarri de Vapor de Embsay y Bolton Abbey
  - Una Sentinel
- Ferrocarril Northamptonshire Ironstone Trust
  - Dos Sentinel
- Ferrocarril de Rushden, Higham y Wellingborough
  - Una Aveling & Porter

La Aveling & Porter 2-2-0WT Blue Circle ha cambiado de propietario muchas veces. Su última ubicación conocida: el Ferrocarril de Rushden, Higham y Wellingborough. 

### Estados Unidos
Ninguna locomotora de vapor con engranajes permanece en uso comercial en Estados Unidos. Sin embargo, varias funcionan en líneas turísticas. 
- El Parque Estatal del Ferrocarril Panorámico Cass en Virginia Occidental usa solo locomotoras con engranajes, incluyendo la locomotora Shay más grande y la última construida, la n° 6 del antiguo Ferrocarril del Oeste de Maryland, de 162 toneladas. El ferrocarril también posee una locomotora Climax y una Heisler, lo que permite ver los tres tipos.

- El Ferrocarril de Roaring Camp y Big Trees Narrow Gauge en Felton, California, posee varias Shay operativas, una Heisler que rara vez funciona y un Climax en espera de restauración.

- El Ferrocarril de White Mountain Central en Clark's Trading Post, en Lincoln, New Hampshire, opera en su línea turística la Climax # 6, construida en 1920 (número de serie 1603). Clark también tiene la última Shay que queda en Nueva Inglaterra (permanece almacenada). También posee una locomotora Heisler de 32 toneladas.

- Una locomotora Lima de 1922 de 65 toneladas con diseño Shay de tres bogies está en exhibición estática en el museo al aire libre Travel Town en Los Ángeles.

- El Museo del Ferrocarril del Sureste en Duluth, Georgia, tiene una Heisler de dos bogies (# 9) restaurada, en exhibición estática dentro de la sala de exposiciones principal. Está pintada según los colores de la Campbell Limestone Co y se conserva en excelentes condiciones.

- En el Ferrocarril Panorámico del Monte Rainier (estado de Washington), la Heisler West Fork Logging # 91 de 99 toneladas está operativa, una Climax Hillcrest Lumber # 10 de 70 toneladas también está operativa, una Shay Pickering Lumber # 11 de 95 toneladas está esperando el trabajo de caldera, y una Willamette # 2 de la Rayonier Company de 75 toneladas, es la única que funciona con regularidad.

- El Ferrocarril de Silver Rail y Stephenson en Freeport, Illinois, mantiene la Heisler número 1260 en funcionamiento.

- El Ferrocarril de Durbin y Greenbrier Valley en Durbin, Virginia Occidental, posee la Climax número 1059, que sigue en funcionamiento.

- El Ferrocarril de Sumpter Valley en Baker City, Oregón, con la Heisler # 1306 en funcionamiento.

- El Ferrocarril Panorámico de la Costa de Oregón en Garibaldi, Oregón, con la Heisler # 1198 en funcionamiento.

- El Ferrocarril de Foster Brook y State Line en Bradford, Pensilvania, de vía estrecha (2 pies (610 mm)),[4] posee una Shay (# 3118) en funcionamiento. No disponible para el público.

- El Ferrocarril de Georgetown Loop en Georgetown, Colorado, posee una Shay (# 3199) en funcionamiento.

- El Ferrocarril de la Montaña de Yosemite Sugar Pine en Sugar Pine, California.

### Taiwán
El Ferrocarril Forestal de Alishan en Taiwán llegó a operar 22 locomotoras Shay en el pasado. La más antigua data de 1910. Dieciséis de las 22 máquinas originales se han conservado, tres en condiciones operativas y una conservada en el Ferrocarril Puffing Billy.